# Saint-Bonnet-de-Joux
Saint-Bonnet-de-Joux è un comune francese di 832 abitanti situato nel dipartimento della Saona e Loira nella regione della Borgogna-Franca Contea.

## Società

### Evoluzione demografica
Abitanti censiti